# Raphael Meade
Raphael Joseph Meade (Londra, 22 novembre 1962) è un ex calciatore inglese, di ruolo attaccante.
È nato nel Borgo metropolitano di Islington, Londra.

## Palmarès

### Individuale
- Capocannoniere della Southern Football League: 1

Crawley Town: 1995–1996 (21 gol)